# Roy Beerens
Roy Beerens (22 de dezembro de 1987) é um futebolista profissional neerlandês que atua como meia.

## Carreira
Roy Beerens representou a Seleção Neerlandesa de Futebol, nas Olimpíadas de 2008. 